# Hongyi-po
El hongyi-po (紅衣大炮) fue un cañón o culebrina de avancarga de ánima lisa introducido en China y Corea desde las Provincias Unidas de los Países Bajos a finales del siglo XVI. Esta pieza de artillería fue bautizada como Hongyi-po (en español: "cañón rojo") por los chinos y coreanos, debido a que los primeros llamaban «bárbaros rojos» (紅夷) a los neerlandeses.